# Éditions Durand-Salabert-Eschig
Pour les articles homonymes, voir Salabert.
Les Éditions Durand-Salabert-Eschig sont une société d'édition musicale d'origine française, parmi les plus importantes dans le domaine de la musique classique, qui regroupe trois éditeurs précédemment indépendants :
- les  Éditions Durand[1],[2] — la plus ancienne des trois maisons — fondées en 1869 par Auguste Durand[3],[4] et Louis Schönewerk[5],[6] ;
- les Éditions Salabert[7], fondées en 1878 par Édouard Salabert ;
- les Éditions Eschig[8],[9], fondées en 1907 par Max Eschig[10].

## Historique

### Historique des Éditions Durand
Les Éditions Durand, entreprise familiale de 1869 à 1982, ont eu pour directeurs successifs de leur fondation le 30 décembre 1869 à 2000 : 
- 1869-1909 : Auguste Durand (1830-1909), avec pour associé de 1869 à 1891 l'allemand Louis Schönewerk (1814-18??), période durant laquelle la  maison s'appelle Éditions Durand-Schönewerk & Cie, avant de changer de raison sociale le 19 novembre 1891 et de s'appeler Éditions A. Durand & Fils, le fils d'Auguste, Jacques, étant désormais associé à la société ;
- 1909-1928 : Jacques Durand (1865-1928), fils du précédent, la maison s'appelant désormais, à compter du 23 décembre 1909, Éditions Durand & Cie, Jacques Durand étant associé avec son cousin Gaston Choisnel (1857-1921)[11] puis, à compter d'avril 1921, avec un autre cousin, René Dommange ;
- 1928-1977 : René Dommange (1888-1977)[12], cousin du précédent ;
- 1977-1982 : Guy Kaufmann (1923-2010), neveu du précédent ;
- 1982-2000 : Jean-Manuel Mobillion de Scarano, dit Jean-Manuel de Scarano[13],[14].

Le siège historique des Éditions Durand se trouvait 4 Place de la Madeleine dans le 8e arrondissement de Paris. Depuis 1980, il a déménagé à plusieurs reprises : 21 rue Vernet dans le 8e arrondissement de Paris à compter du 1er juin 1980, ensuite 215 rue du Faubourg Saint-Honoré dans le 8e arrondissement de Paris puis 4-6 Place de la Bourse dans le 2e arrondissement de Paris. En outre, les Éditions Durand disposaient d'un entrepôt 1 avenue de la Marne à Asnières-sur-Seine, où se trouvaient les archives de la maison d'édition.
Au cours de leur histoire, les Éditions Durand ont acquis divers fonds éditoriaux, dont :
- les Éditions Flaxland en 1869, fondées vers 1860 par le strasbourgeois Gustave Flaxland (1847-1895)[15] et dont le siège se trouvait 4 Place de la Madeleine dans le 8e arrondissement de Paris, qui devient le premier siège des Éditions Durand ; le catalogue comprenait plus de 1.400 titres et y figuraient des lieder de Robert Schumann et Tannhaüser de Richard Wagner ;
- les Éditions Eschig en 1987 (voir infra) ;
- les  Éditions Amphion en 1987 (voir infra) ;
- les  Éditions Le Rideau Rouge au début des années 1990 (voir infra).

Au catalogue des Éditions Durand figurent, entre autres, les noms des compositeurs : Louis Aubert, Alfred Bachelet, Ermend Bonnal, Henri Büsser, André Caplet, Claude Debussy, Claude Delvincourt, Paul Dukas, Maurice Duruflé, Gabriel Fauré, Pierre-Octave Ferroud, Jacques Ibert, Vincent d'Indy, André Jolivet, Victorin de Joncières, Édouard Lalo, Jules Massenet, Olivier Messiaen, Darius Milhaud, Francis Poulenc, Maurice Ravel (la quasi-totalité des œuvres dont la Rapsodie espagnole, L'Heure espagnole, Daphnis et Chloé, L'Enfant et les Sortilèges, le Boléro, le Concerto en sol, le Concerto pour la main gauche), Jean Roger-Ducasse, Joseph-Guy Ropartz, Albert Roussel, Camille Saint-Saëns, Gustave Samazeuilh, Florent Schmitt, Pierre Vellones, Charles-Marie Widor. De nombreuses réductions pour piano sont l'œuvre de Lucien Garban, directeur musical de la maison jusqu'en 1959.
Depuis les années 1980, parmi les compositeurs entrés au catalogue, figurent : Gilbert Amy (Éditions Amphion), Nicolas Bacri, Claude Ballif, Edith Canat de Chizy, Renaud Gagneux, Philippe Hersant, François-Bernard Mâche, Philippe Manoury, Yan Maresz, Laurent Petitgirard.
Outre la publication des compositeurs contemporains, les Éditions Durand avaient entrepris une édition des œuvres complètes de Jean-Philippe Rameau sous la direction initiale de Camille Saint-Saëns -édition interrompue en 1918-.
En 1914, les Éditions Durand lancèrent l'importante collection Édition classique Durand & Fils, avec la révision d’œuvres du XIXe confiée à des compositeurs renommés : sonates pour piano et sonates pour violon et piano de Beethoven révisées par Paul Dukas, œuvres de piano de Frédéric Chopin révisées par Claude Debussy, sonates pour violon de Haydn révisées par Florent Schmitt, œuvres de piano de Felix Mendelssohn révisées par Maurice Ravel, musique de chambre de Felix Mendelssohn révisée par Albert Roussel, œuvres pour piano de Robert Schumann révisées par Gabriel Fauré.
Outre l'édition musicale, les Éditions Durand publiaient une collection d'Ouvrages théoriques, signés entre autres par : Jacques Durand (Éléments d’harmonie), Ernest Guiraud (Traité pratique d'instrumentation), Vincent d'Indy (Cours de composition musicale rédigé avec la collaboration d'Auguste Sérieyx), Léon Roques (Principes théoriques et pratiques de la transposition).
Les Éditions Durand éditèrent également, sous le titre Littérature musicale, une collection de monographies sur des compositeurs (Louis Aubert par Louis Vuillemin, Claude Debussy par Daniel Chennevière, Paul Dukas par Gustave Samazeuilh, Gabriel Fauré par Louis Vuillemin, Vincent d'Indy par Louis Borgex, Maurice Ravel par Roland-Manuel, Roger-Ducasse par Laurent Ceillier, Albert Roussel par Louis Vuillemin, Camille Saint-Saëns par Jean Bonnerot, etc.) ou sur des œuvres concrètes (par exemple Ascanio, Fervaal ou Tannhaüser), sans oublier les souvenirs de l'éditeur Jacques Durand.
Par ailleurs, sous la direction de Jacques Durand, les Éditions Durand organisèrent à diverses reprises des concerts de musique de chambre, et parfois même de musique d'orchestre, les fameux "Concerts Durand", pour promouvoir les auteurs à son catalogue : en 1910, 1911, 1912 et 1913 et, plus tard, en 1927.

### Historique des Éditions Salabert
Les Éditions Salabert ont eu pour directeurs successifs de leur fondation en 1878 à 1981 :
- 1878-1901 : Édouard Salabert (1838-1903) ;
- 1901-1946 : Francis Salabert (1884-1946)[17],[18], fils du précédent ;
- 1946-1981 : Mica Salabert (1896-1991)[19], épouse du précédent. Lors de son retrait des Éditions Salabert en 1981, Mica Salabert a créé, à l'initiative de Marcel Landowski, la Fondation Francis et Mica Salabert qui a pour objectifs la défense du patrimoine musical français et universel ainsi que de la création musicale, et dont le siège se trouve 70 rue de Rome dans le 8e arrondissement de Paris[20].
- 1981- : Nelly Boufathal[21],[22].

Le siège des Éditions Salabert se trouvait rue de la Victoire dans le 9e arrondissement de Paris, puis 22 rue Chauchat dans le même arrondissement. La maison d'édition posséda aussi dans les années 1920 un magasin de ventes au 35 boulevard des Capucines dans le 2e arrondissement de Paris.
Au cours de leur histoire, les Éditions Salabert ont acquis de nombreux fonds éditoriaux, dont :
- les Éditions Raymond Deiss en 1946, fondées par Raymond Deiss (1893-1943) -mort en déportation-[24] et dont le siège se trouvait 31 rue Meslay dans le 3e arrondissement de Paris[24] ;
- les Éditions A.Z. Mathot en 1930, fondées par Albert Zunz Mathot[25], [26] et dont le siège se trouvait 11 rue Bergère dans le 9e arrondissement de Paris ;
- les Éditions Rouart-Lerolle & Cie en novembre 1953, fondées en 1904 par Alexis Rouart (1869-1921)[27] qui s'associa à Jacques Lerolle (1880-1944)[28] en 1908 et dont le siège s'est successivement trouvé 18 boulevard de Strasbourg dans le 10e arrondissement de Paris de 1904 à 1912 et 29 rue d'Astorg dans le 8e arrondissement de Paris depuis 1913[29] ; cette maison fit l'acquisition en 1906 des Éditions Bellon-Ponscarme & Cie fondées en 1902 et dont le siège se trouvait au 37 boulevard Haussmann dans le 9e arrondissement de Paris, les Éditions Bellon-Ponscarme & Cie ayant elles-mêmes acquis les Éditions Émile Baudoux & Cie fondées en 1894 par Émile Baudoux[30] et dont le siège se trouvait au 30 boulevard Haussmann dans le 9e arrondissement de Paris[31] ;
- les Éditions Maurice Senart[32] en mai 1941, fondées en 1908 par Maurice Senart (1878-1962)[33] et dont le siège se trouvait au 20 rue du Dragon dans le 6e arrondissement de Paris[34].

Chronologiquement, c'est d'abord un fonds de variété et de musique légère :
- l'opérette, avec des titres tels que Phi-phi, Ciboulette, La Belle de Cadix ;
- la chanson, avec entre autres Aristide Bruant, Moretti, Vincent Scotto (six-cents titres), Maurice Yvain ;
- le jazz avec par exemple Duke Ellington ;
- la musique de films, avec par exemple Les Enfants du Paradis ou La Romance de Paris.

Parmi les compositeurs au catalogue, figurent, entre autres : Georges Auric, Ernest Chausson, Jean Cras, Henri Duparc, Arthur Honegger, Vincent d’Indy, Albéric Magnard, Darius Milhaud, Francis Poulenc, Maurice Ravel (Noël des jouets et des œuvres inédites publiées en 1975), Joseph-Guy Ropartz, Albert Roussel, Erik Satie.
Le catalogue compte ensuite des compositeurs tels que : Georges Aperghis, André Boucourechliev, Marius Constant, Nguyen-Thien Dao, Xavier Darasse, Michel Decoust, Pascal Dusapin, Peter Eötvös, Betsy Jolas, Jean-Pierre Guézec, Marcel Landowski, Ivo Malec, Paul Méfano, Tristan Murail, Michèle Reverdy, Giacinto Scelsi, ,Toru Takemitsu, Éric Tanguy, Iannis Xenakis.
Par ailleurs, les Éditions Salabert publient des ouvrages pédagogiques, dont des méthodes telles que Le Petit Clavier de Marthe Morhange-Motchane, la Méthode d'improvisation de Martial Solal ou Cordes et âmes de Didier Lockwood, ainsi que la collection des éditions de travail d'Alfred Cortot.

### Historique des Éditions Eschig
Les Éditions Eschig ont eu pour directeurs successifs de leur fondation en 1907 à 1987 :
- 1907-1927 : Max Eschig (1872-1927) ;
- 1927-1936 : Eugène Cools (1877-1936)[35] ;
- 1936-1977 : Jean Marietti (1900-1977)[36] ;
- 1977-1987 : Simone Marietti, épouse du précédent.

Le siège des Éditions Eschig se trouvait 13 rue Laffitte dans le 9e arrondissement de Paris.
Au cours de leur histoire, les Éditions Eschig ont acquis plusieurs fonds éditoriaux, dont :
- les Éditions Demets en 1923, fondées par Eugène Demets (1858-1923)[39] et dont le siège se trouvait 2 rue de Louvois dans le 2e arrondissement de Paris, à l'emplacement de l'actuel département de musique de la BnF ;
- La Sirène Musicale en 1943, dirigée depuis 1927 par Michel Dillard (1896-1966)[40] ;
- les Éditions Maurice Vieu et Jane Vieu, fondées par Maurice Vieu et Jane Vieu (1871-1955)[41] et dont le siège se trouvait 51 rue de Rome dans le 8e arrondissement de Paris.

Le catalogue des Éditions Eschig comporte, entre autres, les noms de compositeurs tels que : Arthur Honegger, Charles Koechlin (Le Livre de la Jungle, Les Heures persanes, Le Docteur Fabricius), Darius Milhaud (dont Le Bœuf sur le toit et La Création du monde), Francis Poulenc, Maurice Ravel (œuvres d’abord parues aux Éditions Demets : Pavane pour une infante défunte, Jeux d’eau, Miroirs), Erik Satie (Socrate, La Belle Excentrique), Henri Sauguet, Charles Tournemire (les huit symphonies).
Au catalogue, les compositeurs espagnols sont représentés avec, notamment : Isaac Albéniz, Manuel de Falla, Ernesto Halffter, Federico Mompou, Joaquín Nin, Joaquín Turina.
Les Éditions Eschig sont aussi le principal éditeur du compositeur brésilien Heitor Villa-Lobos.
Le catalogue est aussi tourné vers la musique d’Europe centrale et orientale : Tibor Harsányi, Bohuslav Martinů, Marcel Mihalovici, Karol Szymanowski, Alexandre Tansman.
Dans les années quatre-vingt dix, l’aspect international du catalogue a été renforcé avec l’arrivée de nouveaux compositeurs tels que l’espagnol Joan Guinjoan, le coréen Sukhi Kang, l’argentin Martin Matalon, l’américain Joshua Fineberg, l’anglais Adrian Williams, le polonais Piotr Moss ou le libanais Bechara El-Khoury.

### La fusion des Éditions Durand-Salabert-Eschig
En 1987, les Éditions Durand absorbent les Éditions Eschig et les Éditions Amphion,, ces dernières fondées en 1943 par Hervé Dugardin (1910-1969) puis dirigées par Isabelle Berthou, sœur du précédent.
Au début des années 1990, les Éditions Durand acquièrent les Éditions Le Rideau Rouge.
En 2000, les Éditions Durand sont achetées par le groupe Bertelsmann (BMG), multinationale dont le siège se trouve en Allemagne.
En 2001, le groupe acquiert les Éditions Salabert et Ricordi Paris ; les Éditions Durand-Salabert-Eschig sont désormais réunies et l'ensemble du catalogue du consortium représente 26 000 œuvres dont 6 000 environ sont actives.
Le siège de la société passe au 5 rue du Helder dans le 9e arrondissement de Paris.
En novembre 2007, la société Éditions Durand-Salabert-Eschig a été rachetée par Universal Music Publishing Classical, propriété d'Universal Music, filiale du groupe Vivendi.
Le siège de la société se trouve désormais au 16 rue des Fossés-Saint-Jacques dans le 5e arrondissement de Paris.
La direction générale de la société a incombé successivement à Nelly Quérol,, Patricia Alia (2017-2023), Éric Denut.